# Joachim Kühn (Fußballspieler)
Joachim Kühn (* 30. August 1955) ist ein ehemaliger deutscher Fußballspieler. 

## Karriere
Joachim Kühn kam 1977 von der SpVgg Au/Iller zu den Stuttgarter Kickers. Sein Profidebüt in der 2. Bundesliga Süd gab er, als er am 13. August 1977 in der 68. Spielminute im Heimspiel gegen den FC Homburg eingewechselt wurde. In dieser und in der folgenden Spielzeit lief er in 60 weiteren Partien im Dress der Kickers auf. 1979 kehrte er dann wieder zur SpVgg Au/Iller zurück und spielte drei Spielzeiten in der Verbandsliga Württemberg. 
Später arbeitete Kühn als Einkaufsleiter und Prokurist der Firma Illerplastic, die als Hauptsponsor die SpVgg Au/Iller unterstützte. Als „Feuerwehrmann“ trainierte er auf Geheiß des Firmenbesitzers Heinrich Oßwald ab Herbst 2000 bis zum Jahreswechsel sowie zwischen Oktober 2002 und November 2003 die mittlerweile in der Oberliga Baden-Württemberg antretende Mannschaft.